# Cabañas de Tera
Cabañas de Tera es una localidad española perteneciente al municipio de Camarzana de Tera, en la provincia de Zamora, y la comunidad autónoma de Castilla y León.

## Geografía
Junto a las localidades de Camarzana de Tera y San Juanico el Nuevo, conforman el término municipal de Camarzana de Tera, todas ellas pertenecientes a la comarca de Benavente y Los Valles o Los Valles de Benavente.

## Historia
En la Edad Media, el territorio en el que se asienta Cabañas quedó integrado en el Reino de León, cuyos monarcas habrían emprendido la fundación del pueblo.
Posteriormente, en la Edad Moderna, Cabañas de Tera fue una de las localidades que se integraron en la provincia de las Tierras del Conde de Benavente y dentro de esta en receptoría de Benavente.
No obstante, al reestructurarse las provincias y crearse las actuales en 1833, Cabañas de Tera pasó a formar parte de la provincia de Zamora, dentro de la Región Leonesa, quedando integrada en 1834 en el partido judicial de Benavente.

## Demografía
| Gráfica de evolución demográfica de Cabañas de Tera entre 2000 y 2019 |
|                                                                       |

## Patrimonio
De Cabañas son especialmente destacables las bodegas y su antigua iglesia.

## Fiestas
Cabañas de Tera celebra su fiesta mayor, en honor a su patrón Santiago Apóstol, el 25 de julio y rinde homenaje a San Bernardino el 20 de mayo.